# Islam en Éthiopie

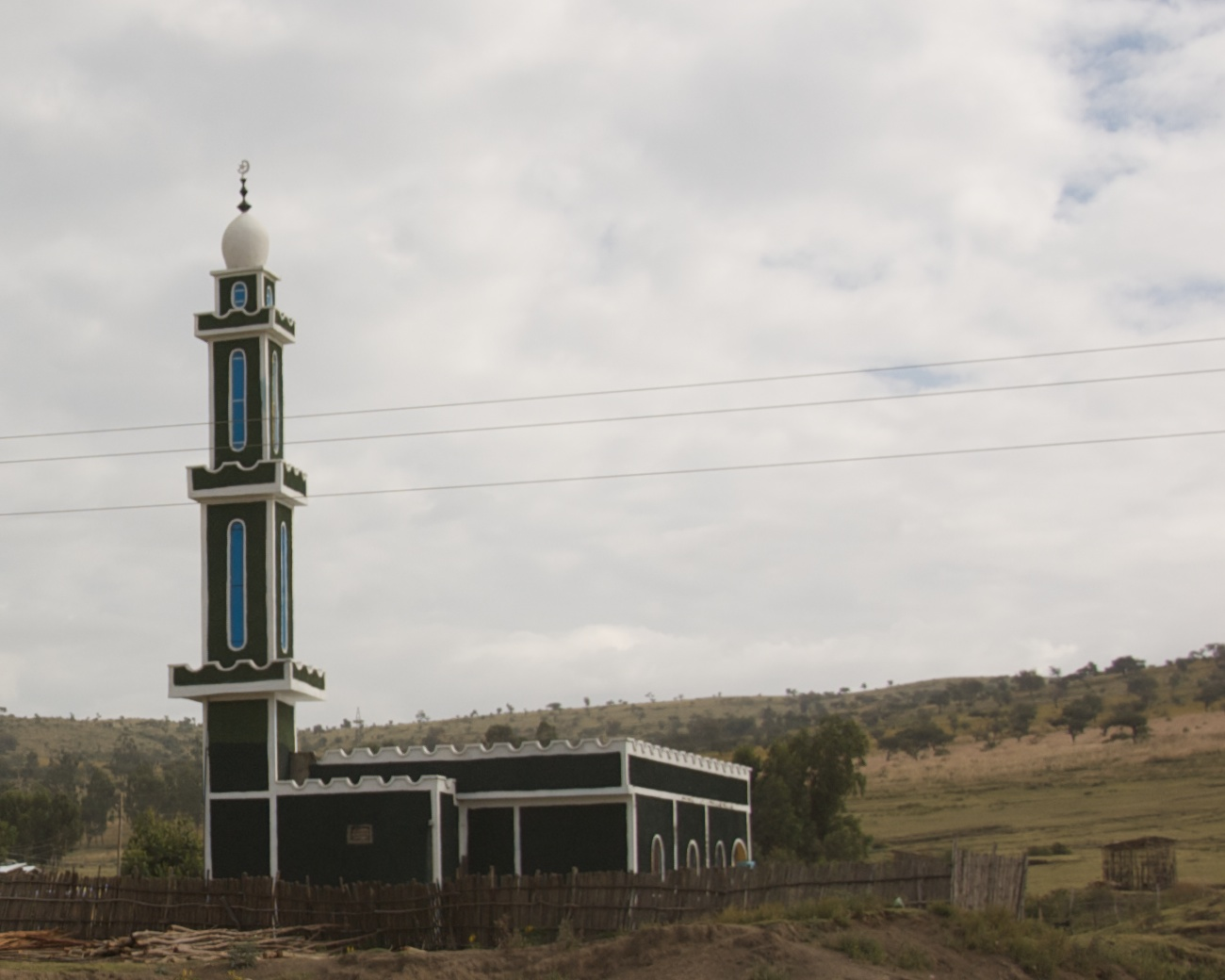
Une mosquée éthiopienne

L’islam en Éthiopie est la seconde religion du pays selon le recensement de 2007. Il regroupe 33,9 % des habitants. La religion la plus pratiquée reste le christianisme monophysite , avec 43,5 % de membres de l'Église éthiopienne nationale  et 19,3 % d'autres chrétiens, principalement protestants,.
En Éthiopie, l'islam est présent depuis ses débuts, avant même l'Hégire, du fait de la présence de disciples de Mahomet. Des habitants s'y convertissent au moins dès le VIIIe siècle.

## Histoire

### Les premiers temps de l'islam
Au début du VIIe siècle, alors que Mahomet était en conflit à La Mecque avec la tribu des quraïchites, certains de ses disciples cherchèrent refuge dans le royaume d'Aksum, dans le Nord de l'Éthiopie. L'exil de ces disciples, comme Djafar ibn Abi Talib, est devenu le premier « hégire » (de l'arabe : hidjra, migration) de l'islam. La tradition islamique appelle le souverain aksumite « Ashama ibn Abjar » et le situe à Negash. Mahomet demanda à ces musulmans exilés de respecter et de protéger Aksoum. Un cimetière musulman du VIIe siècle a été retrouvé à Negash.
En 628, alors que l'islam était bien établi à Médine, Mahomet envoya une lettre au souverain d'Éthiopie pour lui enjoindre d'embrasser l'islam. Les sources musulmanes affirment que le souverain, le najashi, répondit positivement. À sa mort, deux ans plus tard, Mahomet aurait prié pour lui comme pour n'importe quel autre musulman. Mais le pays resta chrétien par la suite.
La tradition éthiopienne affirme que cette hospitalité protégea Aksum des invasions musulmanes aux VIIe et VIIIe siècles. Cependant, l'avènement d'un pouvoir politique fort en Arabie est sans doute une des causes de la disparition d'Aksum, qui entra rapidement en conflit avec des entités musulmanes, en particulier vers la côte où elles contrôlaient l'accès au commerce maritime.
Au moins à partir du IXe siècle, des groupes islamisés vivent dans l'est et le sud de la Corne, surtout dans les montagnes du Čärčär mais sans doute jusque dans le Shewa méridional, attestés par des sépultures.

### Les confrontations entre royaumes chrétiens et musulmans

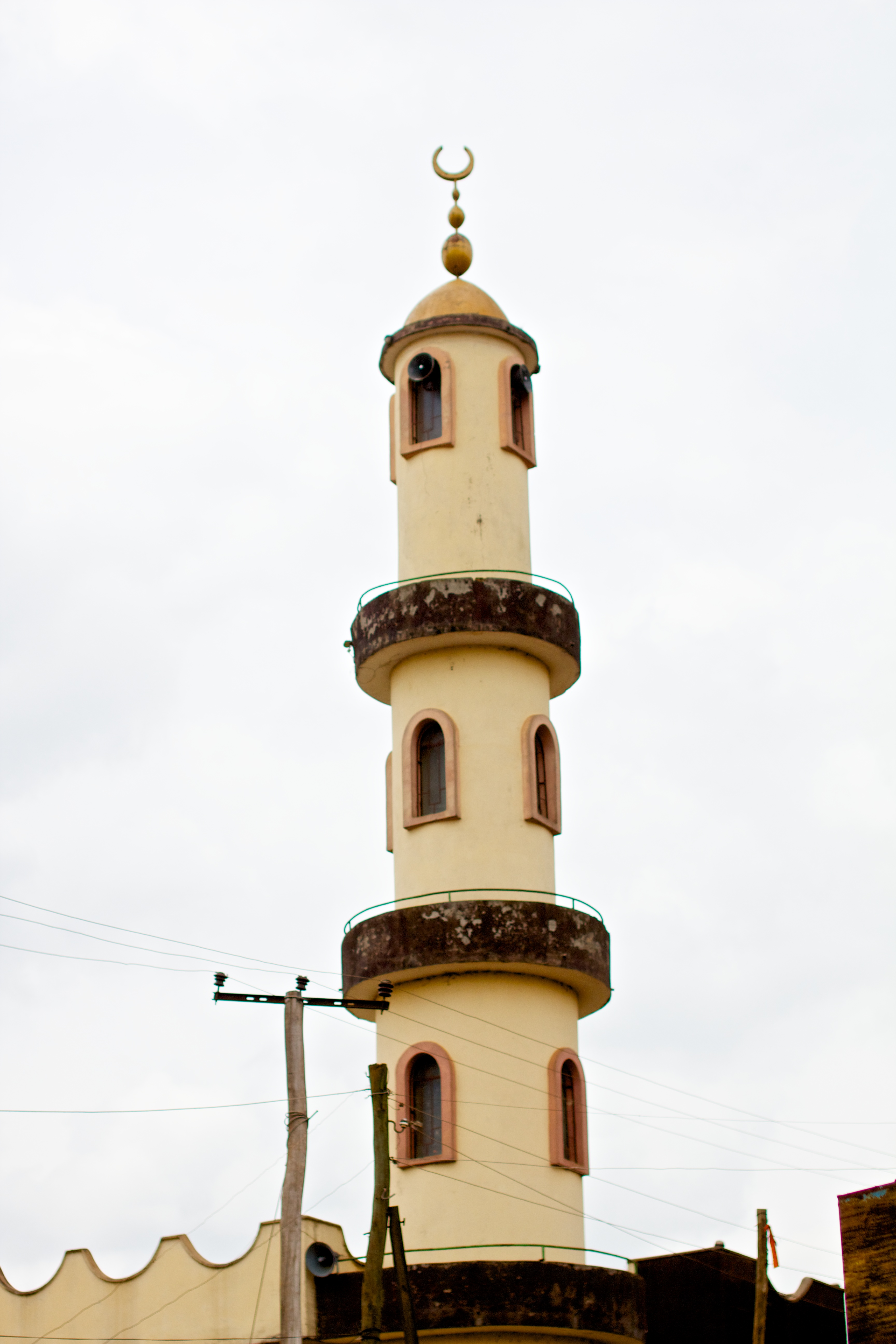
Minaret de mosquée à Jimma, préfecture de la région Oromia

Au XIIIe siècle, un nouveau pouvoir émerge en Éthiopie, appelé salomonide, fondé par le negus Yekuno Amlak (1270 - 1283). Les conflits devinrent plus importants entre États chrétiens et musulmans (en particulier l'Adal), entraînant de nombreuses destructions. La conquête musulmane des royaumes chrétiens de Nubie (Makurie, Nobatie  et Alodie) à partir du XIVe siècle, puis les avancées depuis Harar sous la direction d'Ahmed Ibn Ibrahim Al-Ghazi au début du XVIe siècle, faillirent faire disparaître le royaume chrétien. Ce n'est que grâce à l'aide de Portugais en 1541, que le royaume évita l'anéantissement. Sous Sarsa Dengel (1563 - 1597), le royaume chrétien parvient à se consolider et à affaiblir les puissances musulmanes voisines. Au même moment, les Oromos profitent du vide relatif créé par ces conflits pour s'étendre dans les provinces méridionales.
Au XVIIIe siècle et au début du XIXe siècle, le pouvoir chrétien était affaibli, en partie sous la domination de chefs musulmans, en particulier du Wollo. Téwodros II (1855 - 1868) entreprit de favoriser le christianisme, suivi par Yohannès IV (1872 - 1889) qui entre en conflit avec l'Égypte qui avait pris le contrôle de Harar. 
L'extension de l'empire sous Ménélik II (1889 - 1913) entraîna l'intégration de nombreux territoires peuplés de musulmans. Son petit-fils, Iyasu, est déposé en 1916, accusé de s'être converti à l'Islam. Son successeur, Hailé Sélassié Ier, apaisa le royaume, mais l'islam avait un statut inférieur dans cet État chrétien. C'est lors l'avènement de la République que le pays devint laïc et que les musulmans obtinrent des droits identiques aux chrétiens.

## L'islam actuel

### Répartition
Les musulmans sont majoritaires dans les régions du Sud et de l'Est : Somali, Afar et Harar, ainsi que dans certaines parties de l'Oromia. La ville de Harar est le plus ancien centre de culture, d'enseignement et de diffusion de l'islam du pays. Les musulmans sont estimés entre 33 % et 45 % de la population selon les sources.

### Pratique
Les musulmans éthiopiens sont principalement sunnites. Comme au Soudan et en Somalie voisine, la plupart des musulmans sont membres d'une confrérie soufie, même de façon informelle (par exemple la qadiriyya à Wello). Les motivations sont parfois plus de recevoir le pouvoir spirituel du fondateur ou des chefs locaux. La prière quotidienne et le jeûne du ramadan comptent beaucoup, que ce soit en ville au dans les zones rurales. De nombreux musulmans font le pèlerinage à La Mecque tous les ans.

### La charia
Lors de l'occupation italienne, entre 1935 et 1941, la charia  devint la loi officielle à Addis-Abeba et dans le Wello. En 1960, sous la pression musulmane, le gouvernement de Haïlé Sélassié reconnut l'existence de la charia qui concernait un nombre grandissant de personnes. À partir de ce moment, certains aspects du droit civil et du droit de la famille islamiques ont été intégrés à la loi éthiopienne sous forme de droit coutumier.

### Aspects géopolitiques
Dans les années 1930, l'Arabie saoudite et l'Éthiopie se sont affirmées comme deux puissances théocratiques voisines et parallèles. Or, le régime fasciste italien attaqua l'Éthiopie en 1935. Cela poussa Hailé Selassié à demander l'aide des puissances musulmanes voisines. En fait, l'Arabie saoudite, principale puissance de la région, resta neutre et aida l'Italie en sous-main. Lors de l'occupation, entre 1936 et 1941, les Italiens soutinrent l'islam de la région, qui fut redynamisé. Après la Seconde Guerre mondiale, autour de la ville de Harar, un islam politique apparut. Les musulmans de la région étaient partagés entre d'un côté un islam politique et wahhabite soutenu par l'Arabie saoudite, et de l'autre un islam ethnicisé, populaire et traditionnel. Comme le nationalisme Somali ne s'est pas joint à l'islam politique de Harar, ce dernier a échoué. Mais cette fracture existe encore aujourd'hui. Jusqu'à la chute de l'empire éthiopien en 1974, l'opposition musulmane s'opposait au régime davantage par revendication de la place de l'arabe qu'au nom de l'islam lui-même. Le panarabisme touchait tout le Moyen-Orient. Finalement, avec la forte influence de l'Arabie saoudite, l'empire éthiopien fut renversé par l'armée, qui institua une dictature communiste et chercha à détruire à la fois l'islam et le christianisme. Ensuite, la réouverture du canal de Suez, la guerre de l'Ogaden en 1977 - 1978, et la bataille de Harar réveillèrent les contentieux islamo-chrétiens. Mengistu toléra les chrétiens et les musulmans, mais les ressentiments restaient forts entre communautés. Actuellement, que ce soit en Arabie saoudite ou parmi les islamistes éthiopiens, c'est la figure d'une Éthiopie chrétienne à conquérir qui domine, et non plus celle du pays hôte des premiers musulmans persécutés. Malgré tout, les musulmans éthiopiens continuent pour une bonne part à s'identifier à l'Éthiopie. Depuis deux décennies, l'Arabie saoudite soutient l'islam éthiopien de multiples manières : construction de mosquées, d'écoles coraniques, diffusion de la langue arabe, aide aux pèlerinages, ou subventions annuelles aux convertis notamment.

## Harar
La ville de Harar est considérée comme la quatrième cité sainte de l'islam. C'est un grand lieu de rayonnement de l'islam en Afrique de l'Est. Inscrite au patrimoine mondial de l'UNESCO, elle abrite 82 mosquées, dont certaines datent du Xe siècle, ainsi que 102 mausolées.